# Forster János
Forster János (Misérd, 1810 – Esztergom, 1891. november 12.) jószágkormányzó.

## Élete
Nemesi családból származott, melynek több tagja mint gazdatiszt működött; a gimnáziumot, bölcseletet és jogi tudományokat Pozsonyban végezte. 1831-ben Kopácsy veszprémi püspök kinevezte gazdasági írnokává, s az 1832–1836. évi pozsonyi országgyűlésen a püspök mellett ő is jelen volt. Kopácsy esztergomi prímássá kineveztetvén, követte őt és ennek halálával, 1849-ben elvállalta a főkáptalani, majd az esztergomi s pesti papnevelő intézeti jószágok igazgatását; Scitovszky kivánságára pedig 1855-ben visszatért a primatia szolgálatába s mint teljhatalmú kormányzó elvállalta az esztergomi érseki jogok és javak igazgatását is. Hosszú ideig volt az esztergom megyei gazdasági egyesület elnöke s a gazdasági előadói intézmény életbeléptetésével a miniszter kivánatára közgazdasági előadó is.

## Művei
- A primási uradalmi gazdatisztek számára a gazdaságok vitelére vonatkozó utasítás. Esztergom, 1861.
- Marhatenyésztésünk hanyatlásának okai és javaslatok annak emelésére. Esztergom, 1880.
- Az esztergommegyei gazdasági egylet fölterjesztése a földmivelési m. kir. ministerhez, egy Magyarországban a külföld számára tenni szándékolt nagyobb lóvásárlás ügyében. Esztergom, 1881.